# Michał Superlak
Michał Superlak est un joueur polonais de volley-ball né le 16 novembre 1993. Il joue attaquant.

## Palmarès

### Clubs
Championnat de Pologne:
- 2021